# Обжиг
О́бжиг — тепловая обработка материалов или изделий с целью изменения (стабилизации) их фазового и химического состава и / или повышения прочности и кажущейся плотности, снижения пористости.

## Обжиг руды или рудных концентратов
Обжиг руды или рудных концентратов — операция подготовки рудных материалов к последующему переделу (обогащению, окускованию, плавке), осуществляемая в целях изменения их физических свойств и химического состава, перевода полезных компонентов в извлекаемую форму, удаления примесей. Заключается в нагреве до определённой температуры, зависящей от обжигаемого материала и целей обжига.

### Чёрная металлургия
В чёрной металлургии используется магнетизирующий (обычно восстановительный) обжиг железной руды, назначение которого — перевод окислов железа в магнитную форму для дальнейшего обогащения. Производится в трубчатых (вращающихся) или шахтных печах, в печах кипящего слоя. Окислительный обжиг служит для удаления из руд углекислоты, карбонатов, гидратной влаги, серы. Обжиг железных руд имеет ограниченное промышленное применение.
Также в чёрной металлургии обжиг используется для термической обработки сырых окатышей для их упрочнения.

### Цветная металлургия
В цветной металлургии различают дистилляционный, окислительный, окислительно-восстановительный, кальцинирующий, сульфатизирующий, хлорирующий обжиги, иногда с применением активных добавок; цели этих видов обжигов — отгонка полезных компонентов в виде парообразных продуктов, перевод их в окисную форму, удаление углекислоты карбонатов, окисление сульфидов до сульфатов, образование легко растворимых или летучих хлоридов и т. п. Для обжига руд цветных металлов используются печи разнообразных конструкций — подовые, трубчатые, печи кипящего слоя и др.

## Обжиг строительных и вяжущих материалов
Обжигу подвергают также сырьё, идущее на производство строительных или вяжущих материалов (например, огнеупорной глины, известняка, цементной шихты), огнеупорный кирпич (шамотный, магнезитовый и др.), фарфоровые и фаянсовые изделия, эмали и краски на посуде и т. д.
Степень обжига определяют, например, с помощью конусов Зегера.